# Urra
Urra is een plaats (freguesia) in de Portugese gemeente Portalegre en telt 2117 inwoners (2001).